# 大堡子镇 (西宁市)
大堡子镇，是中华人民共和国青海省西宁市城北区下辖的一个乡镇级行政单位。

## 行政区划
大堡子镇下辖以下地区：
一机床社区、工具厂社区、大堡子村、严小村、宋家寨村、晋家湾村、鲍家寨村、朱南村、朱北村、吧浪村、吴仲村、汪家寨村、乙其寨村、陶南村和陶北村。

## 交通
青藏铁路：西宁西站